# Confessioni di una single di successo
Confessioni di una single di successo (Confessions of a Sociopathic Social Climber) è una commedia romantica statunitense del 2005, diretta da Dana Lustig.

## Trama
Kate Livingston cerca ad ogni modo di effettuare una scalata sociale per ottenere un posto di lavoro all'interno dell'élite di San Francisco. Così diventa una pubblicitaria, che si cura delle pubbliche relazioni. Un ispettore delle tasse la obbliga poi a tenere un diario fiscale, ma si tratta di un diario davvero particolare.